# Барано д'Иския
Бара̀но д'Ѝския (на италиански: Barano d'Ischia; на неаполитански: Varan', Варанъ) е град и община в Южна Италия, провинция Неапол, регион Кампания. Разположен е на 210 m надморска височина. Населението на общината е 10 083 души (към 2010 г.).
Тя е една от шестте общини, от които се състои остров Иския.